# Breiðafell (berg i Island, lat 66,08, long -23,21)
Breiðafell är ett berg i republiken Island. Det ligger i regionen Västfjordarna, 220 km norr om huvudstaden Reykjavík. Toppen på Breiðafell är 745 meter över havet.
Trakten runt Breiðafell är nära nog obefolkad, med mindre än två invånare per kvadratkilometer. Närmaste större samhälle är Ísafjörður, nära Breiðafell. Trakten runt Breiðafell består i huvudsak av gräsmarker.